# Jelena Leshi
Jelena Leshi is een personage uit de Vlaamse soap Thuis. Leshi, die gespeeld werd door Kalina Malehounova, maakte in 2010 deel uit van de serie.

## Fictieve biografie
Leshi wordt door Youri Lavrov voorgesteld als 'zijn nicht'. Ze komt uit Albanië en verblijft illegaal in België. Youri wil ervoor zorgen dat ze definitief in België kan blijven door middel van een schijnhuwelijk. Eddy Van Notegem besluit met haar te trouwen, in ruil voor 15.000 euro. Maar door de jaloerse buien van Nancy De Grote en door het feit dat Eddy niet met zijn handen van (de knappe) Jelena kon blijven, ging het huwelijk niet door.
Maar in feite heeft Youri andere plannen met haar: Youri is een mensensmokkelaar die Jelena in de prostitutie bracht. Hij wil haar vlak na het schijnhuwelijk laten scheiden en zo doorverkopen aan een rijke buitenlandse zakenman.
Na het afvallen van Eddy werd Waldek Kozinsky haar verloofde. Waldek is zeer bezorgd om Jelena en zij weet dat te appreciëren. Hij heeft ook gevoelens voor haar, maar mag haar van Youri niet aanraken (anders zou hem dat zijn leven kunnen kosten). Ze trouwden op 13 mei 2010 en vreeën vervolgens op de huwelijksnacht. Waldek kocht haar vrij voor 100.000 euro, maar Youri wil Waldek vermoorden zodat Jelena weduwe zou worden en hem nog méér geld zou kunnen opleveren. Na de eerste moordpoging, waarbij Eddy niet Waldek maar Mo en Bianca aanreed met zijn vrachtwagen, gingen Waldek en Jelena onderduiken in het appartement waar Herman tot aan zijn dood woonde (via Frank). Maar Youri gaf niet op en gijzelde Rosa, waardoor Waldek verplicht was om naar Youri toe te gaan. Jelena kwam ook naar de loods toe en stelde aan Youri voor om haar te nemen in plaats van Waldek, waarop Youri haar neerknalde. Youri werd enkele ogenblikken later zelf in het been geschoten door Waldek, maar stierf niet.
Jelena poetste oorspronkelijk in de nachtdienst van een kuisbedrijf, maar via Eddy kon ze als poetsvrouw in Ter Smissen beginnen. Later nam ze de job van Nancy aan de toog over.